# Volcán de Timanfaya
El Volcán de Timanfaya es un ferry-crucero tipo RO/RO de la naviera española Armas a cargo de la ruta Motril-Melilla

## Historia
El buque fue construido con el número de casco 1 626 en los astilleros españoles Hijos de J. Barreras de Vigo para la armadora Naviera Armas. La puesta de quilla tuvo lugar el 9 de marzo de 2004, la botadura el 18 de noviembre de 2004. El buque se completó en abril de 2005. Su interior fue diseñado por la firma de ingeniería Oliver Design.
El buque se utilizó inicialmente para servicios de ferry entre las Islas Canarias. Posteriormente también cubrió otras rutas, entre ellas entre Motril y el enclave español de Melilla o también entre Granada, Almería y Nador en Marruecos.
El Volcán de Timanfaya es el buque gemelo del Volcán de Tamasite, construido también para la naviera Armas y entregado en junio de 2004.

## Datos técnicos y equipamiento
El buque está propulsado por dos motores diésel Wärtsilä 8L46C de cuatro tiempos y ocho cilindros con una potencia de 8400 kW cada uno. Los motores actúan sobre dos hélices de paso controlable. El buque está equipado con dos hélices de proa accionadas eléctricamente, de 1000 kW de potencia cada una, con hélices de paso controlable.
Para la generación de energía se dispone de dos generadores accionados por motores diésel con una potencia de 1100 kW cada uno. También se ha instalado un generador de emergencia accionado por un motor diésel de 270 kW.
El transbordador tiene dos cubiertas para vehículos fijas y una regulable en altura. Las cubiertas de vehículos fijas se encuentran en las cubiertas 2 y 4, mientras que la cubierta de vehículos regulable en altura está suspendida bajo la cubierta 6. La cubierta para vehículos de la cubierta 2 (cubierta principal) es accesible a través de dos rampas de popa. Las rampas tienen cada una 16 metros de largo y 8 metros de ancho. Las rampas de acceso a la cubierta 4 también son accesibles desde las rampas de popa. Cuenta con 1350 metros de vía disponibles en las cubiertas para vehículos.
Las instalaciones para pasajeros se encuentran en las cubiertas 6 y 7. Los pasajeros pueden elegir entre 46 camarotes de cuatro camas, 2 de tres camas y 8 de dos camas, así como zonas con sillones reclinables. Los pasajeros también tienen acceso a un restaurante y a una zona de juegos infantiles, así como a zonas de cubierta abierta con asientos y una piscina.
Las instalaciones para la tripulación del buque se encuentran en la zona de proa, en la cubierta 7. El buque dispone de otra cubierta con salas de servicio, entre otras cosas. El puente, cerrado en toda su anchura, está situado en la zona de proa del buque. Para tener una mejor visión de conjunto al atracar y soltar amarras y al navegar por canales estrechos.